# Necydalis nanshanensis
Necydalis nanshanensis là một loài bọ cánh cứng trong họ Cerambycidae.